# Привидна звездана величина
| Прив. маг. | Небеско тело                                                                         |
| ---------- | ------------------------------------------------------------------------------------ |
| −26,8      | Сунце                                                                                |
| −12,6      | пун Месец                                                                            |
| −4,4       | Максималан сјај Венере                                                               |
| −2,8       | Максималан сјај Марса                                                                |
| −1,5       | Најсјајнија звезда у видљивом спектру: Сиријус                                       |
| −0,7       | Друга најсјајнија звезда: Канопус                                                    |
| +0,0       | Дефинисана нулта тачка у стара времена - Вега                                        |
| +3,0       | Најтамније звезде видљиве из градова                                                 |
| +6,5       | Најтамније звезде видљиве голим оком                                                 |
| +12,6      | Најсјајнији квазар                                                                   |
| +27        | Најтамнији објекти видљиви 8m телескопом                                              |
| +30        | Најтамнији објекти које у видљивом подручју може детектовати свемирски телескоп Хабл |
| +38        | Најтамнији објекти које ће у видљивом подручју моћи детектовати планирани (2020)     |

Привидна звездана величина или магнитуда (латински: magnitudo), m) одређује привидну јачину сјаја неког небеског тела. Хипарх је, у 2. веку пре нове ере, звезде видљиве голим оком разврстао у шест категорија и тиме именовао шест привидних величина, а то је урадио тако да су најсјајније звезде биле звезде прве звездане величине, а оне најслабијег сјаја - шесте. Појавом примене телескопа и ради увођења прецизности данас звездана величина неког небеског објекта може бити и децималан број и негативна. Сјај звезде често се изражава у звезданим величинама у облику 1m,4.
Реч магнитуда у астрономији, осим ако није другачије наведено, обично се односи на привидну магнитуду небеског објекта. Скала магнитуда датира још од древног римског астронома Клаудија Птоломеја, у чијем су звезданом каталогу наведене звезде од 1. магнитуде (најсјајније) до 6. магнитуде (најтамније). Модерна скала је математички дефинисана на такав начин да се у блиско подудара са овим историјским системом.
Скала је обрнуто логаритамска: што је објекат светлији, то је мањи број његове магнитуде. Разлика од 1,0 у магнитуди одговара односу осветљености од {\displaystyle {\sqrt[{5}]{100}}}, или око 2,512. На пример, звезда магнитуде 2,0 је 2,512 пута сјајнија од звезде магнитуде 3,0, 6,31 пута светлија од звезде магнитуде 4,0 и 100 пута сјајнија од звезде магнитуде 7,0.
Најсјајнији астрономски објекти имају негативне привидне магнитуде: на пример, Венера са -4,2 или Сиријус са -1,46. Најслабије звезде видљиве голим оком у најмрачнијој ноћи имају привидну магнитуду од око +6,5, мада то варира у зависности од вида особе и од надморске висине и атмосферских услова. Привидне магнитуде познатих објеката крећу се од Сунца на -26,7 до објеката на дубоким сликама свемирског телескопа Хабл величине +31,5.
Мерење привидне магнитуде назива се фотометрија. Фотометријска мерења се врше у ултраљубичастим, видљивим или инфрацрвеним таласним дужинама коришћењем стандардних пропусних филтера који припадају фотометријским системима као што су  систем или Стремгрен uvbyβ систем.
Апсолутна магнитуда је мера унутрашње светлости небеског објекта, а не његовог привидног сјаја, и изражава се на истој реверзној логаритамској скали. Апсолутна магнитуда се дефинише као привидна величина коју би звезда или објекат имали када би се посматрали са удаљености од 10 parsecs (33 light-years; 3,1×1014 kilometres; 1,9×1014 miles). Стога је од веће употребе у звезданој астрофизици, јер се односи на особину звезде без обзира колико је близу Земље. Али у опсервационој астрономији и популарном посматрању звезда, неквалификоване референце на „магнитуду“ подразумевају се као привидна магнитуда.

## Историја
| Видљиво за типично људски око | Привидна магнитуда | Осветљеност релативно на Вегу | Број звезда (осим Сунца) светлијих од привидне магнитуде на ноћном небу |
| ----------------------------- | ------------------ | ----------------------------- | ----------------------------------------------------------------------- |
| Да                            | −1,0               | 251%                          | 1 (Сиријус)                                                             |
| Да                            | 00,0               | 100%                          | 4                                                                       |
| Да                            | 01,0               | 40%                           | 15                                                                      |
| Да                            | 02,0               | 16%                           | 48                                                                      |
| Да                            | 03,0               | 6,3%                          | 171                                                                     |
| Да                            | 04,0               | 2,5%                          | 513                                                                     |
| Да                            | 05,0               | 1,0%                          | 1602                                                                    |
| Да                            | 06,0               | 0,4%                          | 4800                                                                    |
| Да                            | 06,5               | 0,25%                         | 9100                                                                    |
| Не                            | 07,0               | 0,16%                         | 14000                                                                   |
| Не                            | 08,0               | 0,063%                        | 42000                                                                   |
| Не                            | 09,0               | 0,025%                        | 121000                                                                  |
| Не                            | 10,0               | 0,010%                        | 340000                                                                  |

Скала која се користи за означавање магнитуде потиче из хеленистичке праксе поделе звезда видљивих голим оком на шест магнитуда. Речено је да су најсјајније звезде на ноћном небу прве магнитуде (m = 1), док су најслабије шесте магнитуде (m = 6), што је граница људске визуелне перцепције (без помоћи телескопа). Сваки степен магнитуде сматран је двоструко сјајнијим од следећег степена (логаритамска скала), иако је тај однос био субјективан, јер нису постојали фотодетектори. Ову прилично грубу скалу за сјај звезда популарисао је Птоломеј у свом Алмагесту и генерално се верује да потиче од Хипарха. Ово се не може доказати или оповргнути, јер је Хипархов оригинални каталог звезда изгубљен. Једини сачувани текст самог Хипарха (коментар Аратусу) јасно документује да он није имао систем да опише светлост бројевима: он увек користи изразе као што су „велики“ или „мали“, „светли“ или „слаби“ или чак описе попут „видљиво у пуном месецу”.
Године 1856, Норман Роберт Погсон је формализовао систем дефинишући звезду прве магнитуде као звезду која је 100 пута светлија од звезде шесте магнитуде, чиме је успоставио логаритамску скалу која се и данас користи. Ово имплицира да је звезда магнитуде m око 2,512 пута светлија од звезде магнитуде m + 1. Ова цифра, пети корен од 100, постала је позната као Погсонов однос. Нулта тачка Погсонове скале је првобитно дефинисана тако што је Поларису додељена магнитуда од тачно 2. Астрономи су касније открили да је Поларис донекле променљив, те су прешли на Вегу као стандардну референтну звезду, додељујући сјај Веге као дефиницију нулте магнитуде на било коју одређену таласну дужину.
Осим малих корекција, сјај Веге и даље служи као дефиниција нулте магнитуде за видљиве и блиско инфрацрвене таласне дужине, где је њена спектрална расподела енергије (SED) блиско приближна оној црног тела за температуру од 11000 K. Међутим, са појавом инфрацрвене астрономије откривено је да Вегино зрачење укључује инфрацрвени вишак вероватно због циркумзвезданог диска који се састоји од прашине на топлим температурама (али много хладнијим од површине звезде). На краћим (нпр. видљивим) таласним дужинама, емисија прашине на овим температурама је занемарљива. Међутим, да би се скала магнитуде правилно проширила даље у инфрацрвено, ова посебност Веге не би требало да утиче на дефиницију скале магнитуде. Због тога је скала магнитуда екстраполирана на све таласне дужине на основу криве зрачења црног тела за идеалну површину звезда на 11000 K незагађену окозвезданим зрачењем. На основу тога се може израчунати спектрална озраченост (обично изражена у јанскима) за тачку нулте магнитуде, као функција таласне дужине. Мала одступања су специфицирана између система који користе мерне апарате развијене независно тако да се подаци добијени од различитих астронома могу правилно упоредити, али од већег практичног значаја је дефиниција величине не на једној таласној дужини, већ применом на одзив стандардних спектралних филтера који се користе у фотометрији преко различитих опсега таласних дужина.
| Телескопом апертуре () | Зранична магнитуда |
| ---------------------- | ------------------ |
| 35                     | 11,3               |
| 60                     | 12,3               |
| 102                    | 13,3               |
| 152                    | 14,1               |
| 203                    | 14,7               |
| 305                    | 15,4               |
| 406                    | 15,7               |
| 508                    | 16,4               |

Са модерним системима магнитуда, осветљеност у веома широком опсегу је специфицирана према логаритамској дефиницији која је детаљно описана у наставку, користећи ову нулту референцу. У пракси такве привидне магнитуде не прелазе 30 (за детектива мерења). Сјај Веге премашују четири звезде на ноћном небу на видљивим таласним дужинама (и више на инфрацрвеним таласним дужинама), као и светле планете Венера, Марс и Јупитер, а оне се морају описати негативним магнитудама. На пример, Сиријус, најсјајнија звезда небеске сфере, има магнитуду од -1,4 у видљивом делу. Негативне магнитуде за друге веома светле астрономске објекте могу се наћи у табели испод.
Астрономи су развили друге фотометричке системе нулте тачке као алтернативе Вега систему. Најшире коришћени је систем АБ магнитуда, у коме се фотометријске нулте тачке заснивају на хипотетичком референтном спектру који има константан флукс по јединици фреквенцијског интервала, уместо да се користи звездани спектар или крива црног тела као референца. Нулта тачка АБ магнитуде је дефинисана тако да су АБ и Вега засноване величине објекта приближно једнаке у V опсегу филтера.

## Субјективни осећај надражаја
Привидна звездана величина не представља објективну величину сјаја неке звезде, већ јачину осећаја надражаја детектора као што је око. Веза између субјективне привидне величине звезде и објективне физичке величине - осветљености (Е) дата је Погсоновим законом.

## Веза са апсолутном звезданом величином
Како се звезде налазе на различитим удаљеностима од Земље, привидна звездана величина нам није од користи при поређењу укупног интензитета сјаја неке две звезде уколико се налазе на различитим удаљеностима, што је најчешћи случај. Због тога се уводи апсолутна звездана величина (М). Веза између апсолутне и привидне звездане величине дата је формулом:
{\displaystyle M=m+5-5*\log(r)}
где је r удаљеност тела од Земље изражена у парсецима, а log логаритам за основу 10. Дата формула се може представити и као:
{\displaystyle M=m+5+5*\log(\pi )}
где је {\displaystyle \pi } годишња паралакса звезде изражена у угловним секундама. При томе користимо једнакост:
{\displaystyle \pi =1/r}

## Привидне величине неких небеских тела
Привидна звездана величина Сунца износи -26,m6, пуног Месеца -12m,6, а звезде Сиријус -1m,4.